# Intruder in the Dust
 Intruder in the Dust és una pel·lícula estatunidenca dirigida per Clarence Brown i estrenada el 1949.

## Argument
En el Mississipi rural dels anys 1940, un home ha estat assassinat i a prop del seu cos es trobava Lucas Beauchamp, un negre que és conegut pel seu orgull i la seva voluntat de no prosternar-se davant els blancs. Detingut, és amenaçat de linxament. Troba refugi a casa d'un jove blanc, Chick, que deu la vida al valor del fill de Lucas. Determinat a fer-ho tot per salvar el condemnat, demana al seu oncle John Gavin Stevens, advocat, que el defensi. Aquest accepta sense entusiasme, en vista de l'orgull de Lucas. Pel seu costat, Chick, ajudat d'una vella senyora, Miss Habersham, porta la seva investigació per trobar el verdader culpable...

## Repartiment
- David Brian: John Gavin Stevens
- Claude Jarman Jr: Chick Mallison
- Juano Hernandez: Lucas Beauchamp
- Porter Hall: Nub Gowrie
- Elizabeth Patterson: Miss Eunice Habersham
- Charles Kemper: Crawford Gowrie
- Will Geer: Xèrif Hampton
- David Clarke: Vinson Gowrie
- Elzie Emanuel: Aleck
- Lela Bliss: Mrs Mallison
- Harry Hayden: Mr Mallison
- Harry Antrim: Mr Tubbs
- Edmund Lowe: Un bessó Gowrie
- James Kirkwood, Sr.

## Nominacions
- 1951. BAFTA a la millor pel·lícula
- 1951. Globus d'Or al millor actor secundari per David Brian
- 1951. Globus d'Or a la millor promesa per Juano Hernandez

## Al voltant de la pel·lícula
- La pel·lícula va ser rodada completament en exteriors a Oxford, Atlanta i Memphis, utilitzant els habitants d'aquesta ciutat.[1]
- Clarence Brown va voler fer aquesta pel·lícula molt antiracista a causa d'un record d'infantesa: havia vist llinxar quinze negres.[1]
- William Faulkner va contribuir al guió, ja que la pel·lícula va ser rodada a prop de la seva residència habitual.[2]

## Comentaris
« Obra antiracista,  Intruder in the Dust  és una pel·lícula adulta, generosa, tràgica i límpida, que funciona admirablement sobre tres elements diferents: social, psicològic i policíac. L'escenificació de Brown és simple i sòbria però d'una gran eficàcia. El director va trobar en Juano Hernandez un intèrpret a l'altura del seu paper».